# Hard Justice 2006
Hard Justice 2006 è stata la seconda edizione del pay-per-view prodotto dalla federazione Total Nonstop Action Wrestling (TNA). L'evento ha avuto luogo il 13 agosto 2006 presso l'Impact Zone di Orlando in Florida.

## Risultati
| #          | Match                                                                                                | Stipulazioni                                                                           | Durata |
| ---------- | --- | -------------------------------------------------------------------------------------- | ------ |
| 1 Pre-show | Ron Killings ha sconfitto A-1                                                                        | Single match                                                                           | 03:09  |
| 2 Pre-show | Sonjay Dutt e Cassidy Riley hanno sconfitto Jimmy Jacobs e El Diablo                                 | Tag team match                                                                         | 03:08  |
| 3          | Eric Young ha sconfitto Johnny Devine                                                                | Single match                                                                           | 05:47  |
| 4          | Chris Sabin ha sconfitto Alex Shelley (con Kevin Nash e Johnny Devine)                               | Single match per determinare il #1 contender per il titolo TNA X Division Championship | 08:21  |
| 5          | Abyss (con James Mitchell) ha sconfitto Brother Runt                                                 | Single match                                                                           | 06:17  |
| 6          | Samoa Joe ha sconfitto Rhino e Monty Brown                                                           | Falls Count Anywhere match Fatal three-way elimination match                           | 13:37  |
| 7          | Gail Kim ha sconfitto Sirelda                                                                        | Single match                                                                           | 04:01  |
| 8          | Senshi (c) ha sconfitto Petey Williams e Jay Lethal                                                  | Fatal three-way elimination match per il titolo NWA World Heavyweight Championship     | 10:35  |
| 9          | AJ Styles e Christopher Daniels (c) hanno sconfitto The Latin American Xchange (Homicide e Hernandez | Tag team match per il titolo NWA World Tag Team Championship                           | 14:37  |
| 10         | Jeff Jarrett (c) (con Scott Steiner) ha sconfitto Sting (con Christian Cage)                         | Single match per il titolo NWA World Heavyweight Championship                          | 15:09  |
|            | (c) = campione in carica al momento dell'inizio del match                                            |                                                                                        |        |